# Presque mariés
Pour plus de détails, voir Fiche technique et Distribution.
Presque mariés (titre original : Nearly Married) est un film muet américain réalisé par Chester Withey et sorti en 1917.

## Synopsis
Le jour de son mariage, Betty Griffon ainsi que les invités et le prêtre attendent tous l'arrivée de l'époux. Betty attend également son frère Dick, qui fait la fête au bar et lorsqu'il se rend compte qu'il est de son devoir d'amener sa sœur au mariage, il s'y précipite en volant une automobile mais est arrêté. Betty et Harry Lindsey, finissent tout de même par se marier et sont sur le point de partir en lune de miel quand ils apprennent l'arrestation de Dick. Harry est dégoûté par le comportement du frère de sa femme et préfère quitter le domicile. Dick, soucieux d'obtenir une aide judiciaire, exhorte sa sœur à divorcer immédiatement, qui entame les démarches dans ce sens.
Les jeunes mariés finissent par se réconcilier mais l'arrivée de Dick ainsi que le jugement de divorce bouleverse leur plan. Désormais divorcés, Ils commencent à préparer un second mariage mais découvrent qu'en raison de l'insertion d'une clause dans le décret de Betty, ils ne peuvent pas se remarier à New York. Le couple envisage alors de se marier dans le New Jersey, mais Betty trouve un précédent acte de divorce engagé par Harry dans sa chambre. Elle refuse alors de l'accompagner. Complètement dégoûté, Harry est sur le point de partir lorsque Betty dénonce son frère et supplie Harry de l'emmener avec lui, ce qu'il fait.

## Fiche technique
- Titre : Presque mariés
- Titre original : Nearly Married
- Réalisation : Chester Withey
- Scénario : Edgar Selwyn, Margaret Mayo, Lawrence McCloskey
- Photographie : Arthur Edeson
- Montage :
- Scénographie : Hugo Ballin
- Producteur : Samuel Goldwyn
- Société de production : Goldwyn Pictures (en)
- Société de distribution : Goldwyn Distributing Company
- Pays de production :  États-Unis
- Langue : film muet avec les intertitres en anglais
- Format : Noir et blanc — 35 mm — 1,33:1 — Muet
- Genre : Comédie
- Durée : 60 minutes (1 h 0)
- Dates de sortie : 
  - États-Unis : 18 novembre 1917
  - France : 15 août 1919
  - Portugal : 2 avril 1920

## Distribution
- Madge Kennedy : Betty Griffon
- Frank M. Thomas : Harry Lindsey
- Mark Smith : Tom Robinson
- Alma Tell : Gertrude Robinson
- Richard Barthelmess : Dick Griffon
- Hedda Hopper : Hattie King